# Adam Münchheimer
Adam Münchheimer, també Adam Minchejmer, Adam Minchheimer, Adam Münchejmer, (1831 - Varsòvia, 1904) fou un compositor polonès del Romanticisme.
El 1858 fou nomenat mestre de ball del Gran Teatre de Varsòvia, el 1861 professor de l'Institut de Música, el 1876 fundà la Societat de Música d'aquella capital, i el 1902 se'l nomenà bibliotecari dels teatres de la mateixa capital.
Va escriure les òperes:
- Ottó el tirador (1864);
- Stradista (1876);
- Mazeppa (1890);

El vengador ball d'espectacle; una missa, un ofertori, quatre obertures, quatre marxes fúnebres, etc.